# Маріо Ечанді
Маріо Хосе Ечанді Хіменес (ісп. Mario José Echandi Jiménez; 17 червня 1915 — 30 липня 2011) — костариканський політик, тридцятий президент Коста-Рики.

## Політична кар'єра
Від 1950 до 1951 року був послом Коста-Рики у США. Двічі, у 1951—1953 та 1966—1968 роках, очолював міністерство закордонних справ.
За результатами виборів 1958 року був обраний на 4-річний президентський термін, здобувши 102 851 голосів виборців. 1970 та 1982 року знову балотувався на пост голови держави, але невдало.